# Laurent Aïello
Laurent Aiello (Fontenay-aux-Roses, 23 de maio de 1969) é um ex-automobilista de corrida francês.

## Carreira
No início de sua carreira foi vice-campeão europeu de Kart, em 1985, ficando atrás do alemão Michael Schumacher. Laurent ganhou quatro campeonatos de carros de turismo durante sua carreira: a Francês Supertouring Championship em 1994, seguido pelo alemã Super Tourenwagen Cup em 1997. Em sua estréia e único ano no British Touring Car Championship em 1999 in 1999, he won the championship in a works Nissan Primera, ele ganhou o campeonato em um Nissan Primera. Ele ganhou seu quarto título em 2002, em evento de turismo premier Alemanhas carro, a DTM.
Em 1998, ele também venceu as 24 Horas de Le Mans num Porsche 911 GT1, e em 1990 ganhou o Grande Prêmio de Mônaco de Fórmula 3. Suas duas temporadas na Fórmula 3000 Internacional não foram bem sucedidos no entanto. Seu ultimo ano ativo foi 2005.